# Chimie analytique verte
 (juillet 2025).
La chimie analytique verte est un domaine qui explore les concepts de la chimie verte dans le contexte de la chimie analytique. Son but est donc de caractériser et d'identifier des substances chimiques dans différentes matrices tout en respectant l’environnement, en minimisant les risques ainsi que le coût. Dans cette optique, on s'efforce d'utiliser des solvants alternatifs (moins toxiques que les solvants usuels), des techniques d’extraction avec réduction de solvant voire sans solvant, ainsi que des prétraitements et traitements des échantillons exigeant moins de ressources.

## Histoire
Depuis les années 1990 environ, le mouvement de la chimie verte promeut des moyens de réduire les risques d’utilisation de produits chimiques pour les humains et l’environnement. L’objectif de ce mouvement est de développer des composés chimiques plus respectueux de l’environnement. Un domaine relativement peu étudié de la chimie verte est la chimie analytique.
La chimie analytique verte repose sur certains principes de la chimie verte qui sont principalement: 
- recherche d'alternatives aux solvants polluants (par exemple usage de solvants moins polluants: heptane plutôt qu'hexane lorsque les conditions le permettent, ou utilisation de procédés sans solvants),
- prévention de la pollution à la source,
- méthode de synthèses moins toxiques,
- conception de produits chimiques plus sûrs.

Le concept de la chimie analytique verte est apparu à la fin du XXe siècle. Le terme “chimie analytique verte” n’a pas été employé dans les revues et livres scientifiques jusqu’à que le chimiste polonais Jacek Namiesnik publie un journal en 2001 dans lequel il y fait référence. La chimie analytique verte développe des méthodes permettant d’étendre les techniques d’analyses en réduisant la production de déchets et l’utilisation de solvants toxiques pour la santé humaine et l’environnement, ou encore en améliorant des appareils d'analyse (tels que les spectromètres UV-Visible ou les chromatographes pour HPLC) afin de les rendre compatibles avec d'autres solvants ou d'autres méthodes d'analyse.

## Pré-traitement et traitement des échantillons
Le traitement initial des échantillons est important pour obtenir des résultats fiables dans les analyses. Traditionnellement, cette étape peut être longue, générer beaucoup de déchets et utiliser des produits potentiellement nocifs.
Cependant, des méthodes plus respectueuses de l'environnement ont été développées. L'objectif est de remplacer, réduire ou éliminer l'utilisation de produits chimiques toxiques, tout en préservant ou en améliorant le traitement des échantillons.
Deux voies de progrès classiques sont la miniaturisation des techniques (pour limiter la quantité de matière et de solvant), et le remplacement des solvants par d'autres choix moins toxiques ayant des propriétés similaires. De plus, des méthodes d'extraction sans solvant ont vu le jour, et l'utilisation de technologies comme les micro-ondes et les ultrasons sont explorées pour rendre le processus plus efficace et moins néfaste pour la planète.

### Réduction des quantités de solvant avec des techniques d'extraction miniaturisées
Cette approche vise à minimiser l'utilisation de solvants en adoptant des techniques qui nécessitent des volumes plus faibles. Les méthodes miniaturisées peuvent être plus précises et permettre une réduction significative de la consommation de solvants.

### Utilisation de solvants alternatifs aux solvants organiques classiques
Le remplacement des solvants organiques traditionnels par des alternatives plus respectueuses de l'environnement contribue à réduire l'impact écologique du processus. Des solvants plus sûrs et durables sont explorés pour effectuer le traitement des échantillons.

### Suppression des solvants grâce aux nouvelles techniques d'extraction sur support solide
Les méthodes d'extraction sur support solide visent à éliminer complètement l'utilisation de solvants. Cela peut être réalisé en utilisant des supports solides spécifiques qui capturent l'analyte sans nécessiter de solvants liquides.

### Techniques d'extraction assistées par micro-ondes et ultrasons
L'utilisation de micro-ondes et d'ultrasons permet d'améliorer l'efficacité du processus d'extraction, réduisant ainsi le temps nécessaire et potentiellement la quantité de solvant requise. Ces techniques peuvent également contribuer à améliorer la sélectivité de l'extraction.

## Techniques d'extraction avec réduction de solvant ou sans solvant
L’extraction est une méthode qui consiste à extraire sélectivement un ou plusieurs composés d’un mélange par un solvant. Cette technique est basée sur les propriétés chimiques ou physiques des composés et du solvant. Dans le cas de la chimie analytique verte on peut distinguer deux types d’extractions: l’extraction avec réduction de solvants ainsi que l’extraction sans solvants.

### Les techniques d’extraction avec réduction de solvants

#### L’extraction liquide-liquide
L’extraction liquide-liquide est une méthode qui est basée sur le transfert de matière entre deux phases liquides non miscibles.Traditionnellement les extractions sont réalisées avec des quantités importantes (de l’ordre de la dizaine de millilitres) qui peuvent être toxiques et chronophages. Des alternatives ont été mises en place à l’exemple de la micro-extraction liquide-liquide (LPME) ainsi que la micro-extraction sur goutte.
La micro-extraction sur goutte SDME est une méthode d’extraction qui consiste à mettre en contact une goutte de solvant organique de quelques microlitres au bout d’une microseringue avec la phase aqueuse contenant le produit d’intérêt, dont l’extrait est injecté dans un système chromatographie.

#### La micro-extraction sur fibre (HF-LPME)
Le principe est d’extraire le produit d’intérêt d’un échantillon aqueux par l’intermédiaire d’une fibre creuse poreuse en polypropylène, l’extraction est effectuée par quelques dizaines de microlitres de solvants organiques contenues dans les pores de la fibre, puis l’analyse est ensuite effectué par chromatographie ou électrophorèse capillaire.

#### La micro-extraction en milieu dispersif (DLLME)
Le principe est d’utiliser quelques microlitres de solvants d’extraction non miscible avec l’échantillon liquide contenant le produit d’intérêt auquel est ajouté un solvant dispersif, miscible avec le solvant d’extraction et l’échantillon. La dispersion du solvant d’extraction dans le milieu favorise les échanges et permet de réduire les temps d’extraction. Le solvant d’extraction contenant le produit d’intérêt est prélevé par une microseringue après centrifugation.

### Les techniques d’extraction sans solvant

#### L’extraction sur phase solide
Étant une des techniques les plus répandues, le principe de l’extraction sur phase solide repose sur la distribution du produit d’intérêt entre l’échantillon liquide et une phase solide adsorbante, généralement un polymère, à travers laquelle passe l’échantillon. Les composés d’intérêt piégés sur la phase liquide sont extraits avec un rendement proche de 100% ou peuvent être couplés avec un système chromatographique.
À partir de ce principe d’extraction plusieurs techniques moins nocives ont été développées tel que la micro-extraction sur phase solide (SPME) ou la micro-extraction sur barreau (SBSE).

#### La micro-extraction sur phase solide (SPME)
Le principe de cette technique repose sur l’utilisation d’une fibre de silice enrobée d’un film (10-100μm) de phase d’adsorbant, le plus souvent en polydimethylsiloxane (polymère de la famille des siloxanes) qui est mis en contact avec l’échantillon.

#### La micro extraction sur barreau
Le principe de cette technique est l’utilisation d’un barreau d’agitation magnétique de 1 à 2 cm de long enrobé le plus souvent de polydimethylsiloxane (PDMS). 
| Techniques d’extraction   | Techniques d’extraction                      | Avantages | Inconvénients                                                         |
| Avec réduction de solvant | Micro-extraction sur goutte (SDME)           | Moins de solvant d’extraction, facile d’utilisation, peu coûteuse                                                                        | Peu reproductible, la surface d’extraction est peu limitée            |
| Avec réduction de solvant | Micro-extraction sur fibre (HF-LPME)         | Rendement élevé | Temps d’extraction d’une dizaine de minute                            |
| Avec réduction de solvant | Micro-extraction en milieu dispersif (DLLME) | Technique simple, rapide, facteurs d’enrichissement élevés                                                                               | Nécessite un volume de plusieurs millilitres de solvant de dispersion |
| Sans solvant              | Micro-extraction sur phase solide (SPME)     | Ne nécessite aucun solvant, que quelques millilitres d’extraits sont utilisés, technique simple et rapide, adapté à tout type de matrice |                                                                       |
| Sans solvant              | Micro-extraction sur barreau                 | Sensibilité supérieur que la technique (SPME)                                                                                            | Cinétique d’extraction faible, temps d’équilibre important            |

## Solvants alternatifs
Le terme solvant vert ne possédant pas de définition exacte, ils sont principalement appelés solvants alternatifs. Le solvant «vert» le plus connu est l’eau.
Beaucoup de solvants organiques polluants et dangereux pour la santé sont utilisés en chimie analytique pour extraire un produit. Pour améliorer ce processus d’extraction, la recherche de solvants moins toxiques ou ayant le moins d’impact possible est indispensable.
Une technique qui offre des possibilités très intéressantes, pour extraire des composés organiques à partir d’une matrice solide est l’extraction par fluide supercritique. Cela consiste à utiliser un solvant dans un état supercritique, c’est-à-dire dans un état intermédiaire entre l’état liquide et gazeux, en contrôlant la température et la pression. Elle est souvent utilisée dans le secteur agroalimentaire.
Un fluide supercritique est une substance maintenue à une température et à une pression supérieur à la valeur critique. Le plus connu et le plus utilisé est le CO2 à une pression comprise entre 100-400 bars et une température entre 30−60 °C car il a un comportement apolaire, il est facile à manipuler, a un faible coût et il est non toxique.
Une alternative polaire au CO2 supercritique est l’eau supercritique (Tc = 374 °C, Pc= 221 bars). L’eau supercritique reste non toxique et il est possible d’ajuster sa sélectivité d’extraction en jouant sur la température et la pression.
Il existe de nombreux autres solvants alternatifs :  
| Dérives des glucides          | - Bioéthanol et biobutanol (dérivés des glucides et fabriqués par la fermentation des sucres et de l’amidon) - Isobutanol et ter-butanol - Lactate d’éthyle (fabriqué à partir d’acide lactique obtenu de l’amidon de maïs) - L’alcool tétrahydrofurfurylique (obtenu à partir d'hémicellulose) | - Transports, peintures…                                                                                 |
| Dérivés des lipides           | - Glycérol - EMAG (ester d’acides gras fabriqué avec du méthanol) | - Alimentaire - Cosmétique - Pharmaceutique                                                              |
| Lipides                       | - Huile végétale utilisée comme solvant pour extraire différents composés naturels (huile de lin) | - Chimie des polymères - Cosmétiques - Lubrifiants - Produits bio-sourcés                                |
| Issus de la lignine           | - Phénol alkylé : 4-propyl-2,6-diméthoxyphénol et 1-propyl-3-méthoxy-4-hydroxybenzène (dépolymérisation) | |
| Solvants eutectiques profonds | - Mélange dont le point de fusion est inférieur à celui des constituants (ex :mélange d’urée et de chlorure de choline (rapport 2:1) | - Électrochimie, procédés de séparation, catalyse, synthèse, préparation de matériaux et biotechnologie. |
| Terpène                       | - d-limonène (obtenu par extraction de certaines parties de végétaux, ici dans la pelure des agrumes) | |
| Solvants commutables          | - Bullage de CO2 dans l’eau ou solvant organique ( processus réversible permettant de modifier la polarité, la force ionique et le caractère hydrophile d’un composé). | |
| Pétrochimiques                | - Solvants polymériques (PEG), carbonate de propylène, siloxanes | |

## Méthodes de caractérisation
Pour caractériser un composé chimique, il est nécessaire de l’étudier en suivant le processus analytique qui repose sur 5 étapes. La première étape est la préparation de l'échantillon suivie du prétraitement de l’échantillon. Puis l’échantillon sera séparé en différents constituants (exemple : 2 phases hétérogènes). Chacun de ces constituants seront détectés et analysés par les machines spectroscopiques afin d’identifier les caractéristiques qui composent l’échantillon (quantités, concentration, conformation géométrique).
On distingue 2 types d’analyse:
- L’analyse quantitative qui repose sur les quantités ou volumes d’un échantillon à déterminer
- L’analyse qualitative qui repose sur la composition et la qualité de l’échantillon à retrouver

Le principe de la chimie verte repose aussi sur l’utilisation des instruments de laboratoires. En effet, ils contribuent au processus du système analytique et sont donc indispensables pour répondre aux objectifs de la chimie verte.

### Chromatographie phase liquide à haute performance (HPLC)
Le principe de la chromatographie en phase liquide est la migration de constituants d’un mélange à séparer dans une colonne grâce à une phase mobile (liquide) et à une phase stationnaire (solide). Elle est l’une des techniques qui utilise en abondance des solvants qui sont déchargés dans l’eau et affecte ainsi la vie des animaux marins. De nombreuses recherches ont été menées afin de limiter la quantité de solvants perdus ce qui induit la production de déchets.
Une des stratégies découverte était la diminution de la taille des colonnes séparatives pour la chromatographie en phase liquide à haute performance. Cette astuce a pu réduire considérablement la consommation de solvants ainsi que les temps d’analyses. Le couplage de colonnes peut aussi répondre aux critères de la chimie verte en couplant deux types de chromatographie. C’est le cas de la chromatographie en phase inverse et la chromatographie par échange d’ions. La combinaison de deux méthodes d’analyse en une seule simplifiées grâce aux couplages de colonnes et à la diminution des colonnes HPLC.

### Chromatographie liquide à ultra-haute pression (UPLC)
D’autres recherches ont été réalisées et ont permis de trouver une alternative à la chromatographie liquide à haute performance qui est la chromatographie liquide à ultra-haute pression (UPLC). Elle est souvent utilisée dans le domaine de la pharmaceutique comme par exemple pour l’analyse de qualité des médicaments. Cette méthode est plus respectueuse de l’environnement, possédant une meilleure résolution et sensibilité ainsi qu’une analyse de séparation plus courte.
Elle permet de réduire le temps de séparation et des volumes des solvants en remplaçant la phase stationnaire de la colonne par un solide avec des particules de diamètres inférieur à 2 micromètres. De plus, il nécessite de travailler dans des conditions de pression très élevées (1000 bars).

### Chromatographie gazeuse (GC)
La chromatographie en phase gazeuse est la séparation de constituants d’un mélange gazeux dans une colonne avec une phase mobile et stationnaire gazeuse. Elle est exploitée dans divers domaines tels que l’astronomie, la pharmaceutique ou encore la cosmétique.  Cette méthode est considérée comme respectueuse de l'environnement car elle utilise des gaz inoffensifs qui sont principalement l'hélium et de l'hydrogène. Bien que l’hélium est un gaz couramment utilisé, il est aussi non renouvelable comparé à l’hydrogène qui a une abondance meilleure. L’élargissement de nouvelles méthodes ont montré que la chromatographie en phase gazeuse rapide est un moyen de répondre aux principes de la chimie verte. Comme pour la chromatographie en phase liquide, l’utilisation de colonnes plus petites et de diamètres plus courts favorisent des temps d’analyses plus courts. La chromatographie en phase gazeuse ultra-rapide est deux fois plus performante et nécessite un chauffage résistant pour améliorer la vitesse de chauffage de la colonne et donc facilite la rapidité des temps d'analyse. De plus, l’application des colonnes de silice fondue recouvertes de nickel chauffées par résistance peut abaisser la consommation d'énergie grâce au chauffage et au refroidissement rapide de la colonne.

### Chromatographie en phase supercritique (SFC)
Une alternative de cette technique est la chromatographie en phase supercritique qui combine deux types de chromatographies (gazeuse et liquide). C’est une technique verte car elle utilise pour la phase mobile le dioxyde de carbone qui est un solvant vert à la différence d’autres composés organiques. De plus, le dioxyde de carbone est un solvant inoffensif, non toxique, réutilisé et recyclé dans l'atmosphère. Ce gaz permet de préserver l'impact de l’environnement et donc répond aux critères de la chimie verte. Les conditions de températures et de pressions du CO2 sont de l'ordre de 60 °C et 160 bars ce qui facilitera les temps d’analyses grâce aux faibles viscosité des solutés au-delà de son point supercritique.

### Électrophorèse
Le principe de l’électrophorèse est la séparation des solutés chargés par migration dans un champ électrique. Une des techniques les plus vertes est l'électrophorèse capillaire qui correspond au même fonctionnement que l'électrophorèse avec l’ajout d'électrolyte dans un capillaire de diamètre compris entre 25 et 100 pm. Elle possède de nombreux avantages due au faite de:
- ses temps d’analyses courts
- son faible coût
- sa facilité de séparation
- ses volumes réduits d'échantillons et de tampons de séparation
- ses rendements efficaces

De plus, cette méthode peut s’appliquer à diverses variétés d'analytes et s’exercer dans de vastes domaines d’applications (médical, agro-alimentaire, ….). L’électrophorèse portatif est une nouvelle technologie permettant de réduire le système d’analyse afin de pouvoir l'utiliser en tout lieu.

### Couplage avec la spectrométrie de masse
Il est possible de coupler des techniques séparatives avec des techniques de détection.
La spectrométrie de masse est souvent utilisée comme dispositif de détection pour un couplage de méthode de séparation. Son principe se base sur les rapports masses sur charges (m/z) de la molécule ionisée ou individuelle et permet de quantifier les constituants de l'échantillon. Cette technique peut être associée à des techniques de chromatographie ou encore à l’électrophorèse. La combinaison de ces deux méthodes permet la réduction conséquentes de volumes. En effet, en couplant un spectromètre de masse à la technique SPME (micro extraction en phase solide) en une seule opération, la sensibilité est meilleure et les temps d’analyses sont fortement diminués sans l'utilisation de chromatographe.

### Résonance magnétique nucléaire (RMN)
La spectroscopie de résonance magnétique nucléaire (RMN) est aussi considérée comme une technique verte. Son principe repose sur la détermination de la structure de la molécule (formule brute, étude dynamiques, ...) en appliquant un champ magnétique sur l’échantillon. Dans la chimie alimentaire, cette technique est respectueuse de l’environnement car elle utilise des solvants les moins toxiques pour extraire et séparer les constituants d’un aliment. Cependant, elle a certains inconvénients comme la faible résolution des spectres ou encore une faible limite de sensibilité.

### Chromatographie ionique
La chromatographie à échange d’ions permet l’identification des différents ions présents dans une solution en utilisant des résines échangeuses.
Le principe est simple, elle permet de séparer des anions et des cations grâce à une colonne échangeuse chargée positivement pour séparer les anions et négativement pour les cations. Un éluant est utilisé pour guider l’échantillon à travers la colonne.
Les ions d’intérêt sont analysés par conductivité ou par absorbance UV-Visible.
Cette technique analytique possède l’avantage de ne pas nécessiter d’équipement de surpression, d’être rapide, d’offrir une plus grande sensibilité et permet d’analyser des composés chimiques possédant une faible solubilité ou volatilité.
La chromatographie ionique est utilisée dans plusieurs domaines :
- L’environnement avec l’analyse de l’eau
- L’alimentaire
- La pharmaceutique
- L’industrie des semi conducteurs
- L’analyse chimique de divers matériaux